# Celtis gomphophylla
Celtis gomphophylla är en hampväxtart som beskrevs av Bak.. Celtis gomphophylla ingår i släktet Celtis och familjen hampväxter. Inga underarter finns listade i Catalogue of Life.